# يولاند مورو
يولاند مورو (بالفرنسية: Yolande Moreau)‏ (و. 1953 – م) هي مخرجة سينمائية، وممثلة، وكاتبة سيناريو، وممثلة هزلية من بلجيكا .

## جوائز وترشيحات
حصلت على جوائز منها:
- جائزة جمعية نقاد السينما في لوس انجلوس لأفضل ممثلة، عن عمل:Séraphine (2009)
- جائزة الجمعية الوطنية للنقاد السينمائيين لافضل ممثلة، عن عمل:Séraphine (2009)
- جائزة سيزر لأفضل ممثلة، عن عمل:Séraphine (2009)
- César Award for Best First Feature Film، عن عمل:Quand la mer monte... (2005)
- جائزة سيزر لأفضل ممثلة، عن عمل:Quand la mer monte... (2005)
- Officer of the Order of the Crown.

ترشحت لـ:
- جائزة سيزر لأفضل ممثلة مساعدة، عن عمل:Camille redouble (2013)
- European Film Award for Best Actress، عن عمل:Séraphine (2009)
- جائزة سيزر لأفضل ممثلة، عن عمل:Séraphine (2009)
- جائزة الجمعية الوطنية للنقاد السينمائيين لافضل ممثلة، عن عمل:Séraphine (2009)
- جائزة سيزر لأفضل ممثلة، عن عمل:Quand la mer monte... (2005)
- César Award for Best First Feature Film، عن عمل:Quand la mer monte... (2005)
- European Film Award for European Discovery of the Year، عن عمل:Quand la mer monte... (2005).

## روابط خارجية
- يولاند مورو على موقع IMDb (الإنجليزية)
- يولاند مورو على موقع مونزينجر (الألمانية)
- يولاند مورو على موقع ألو سيني (الفرنسية)
- يولاند مورو على موقع ميوزك برينز (الإنجليزية)
- يولاند مورو على موقع أول موفي (الإنجليزية)
- يولاند مورو على موقع قاعدة بيانات الأفلام السويدية (السويدية)
- يولاند مورو على موقع ديسكوغز (الإنجليزية)
- يولاند مورو على موقع قاعدة بيانات الفيلم (الإنجليزية)
- يولاند مورو على موقع كينوبويسك (الروسية)